# Mieczysław Weinberg
Mieczysław Weinberg (còn được gọi là Moisey hoặc Moishe Vainberg, Moisey Samuilovich Vaynberg; tiếng Nga: Моисей Самуилович Вайнберг; tiếng Ba Lan: Mojsze [Mieczysław] Wajnberg; 8 tháng 12 năm 1919 – 26 tháng 2 năm 1996) là một nhà soạn nhạc người Ba Lan sinh sống tại Liên Xô. Kể từ sau chuỗi hòa nhạc phục dựng trong Lễ hội Bregenz năm 2010 ở Áo, âm nhạc của ông ngày càng được mô tả là "một trong những bản nhạc cá tính và hấp dẫn nhất của thế kỷ 20". Số lượng tác phẩm của Weinberg được đánh giá rất phong phú, bao gồm 26 bản giao hưởng, 17 bản tứ tấu đàn dây, gần 30 bản sonata cho nhiều loại nhạc cụ, 7 vở opera và nhiều tác phẩm âm nhạc cho phim ảnh.

## Tên
Đã có nhiều sự nhầm lẫn xảy ra do cách diễn đạt khác nhau về tên của nhà soạn nhạc. Trong các tài liệu chính thức của Ba Lan (là trước khi ông chuyển đến Liên Xô), tên của ông được đánh vần là Mojsze Wajnberg.

### Tiếng Anh
- Fanning, David (2010). Mieczyslaw Weinberg: In Search of Freedom. Wolke Verlagsges. Mbh. ISBN 978-3-936000-91-7.
- Elphick, Daniel, Music Behind the Iron Curtain: Weinberg and his Polish Contemporaries (Cambridge: Cambridge University Press, 2019).

### Tiếng Đức
- Đặc công, Manfred & Weichsel, Volker (ed.; bằng tiếng Đức): Die Macht der Musik. Mieczysław Weinberg: Eine Chronik ở Tönen . Osteuropa 2010 số 7 (+ CD).ISBN 978-3-8305-1710-8ISBN 978-3-8305-1710-8
- Mogl, Verena, »Juden, die ins Lied sich retten« – der Komponist Mieczysław Weinberg (1919–1996) trong der Sowjetunion (Münster: Waxmann, 2017).
- Danuta Gwizdalanka: Der Passagier. Der Komponist Mieczysław Weinberg im Mahlstrom des zwanzigsten Jahrhunderts . Phiên bản Harrasowitz 2020,ISBN 978-3-447-11409-7

### Tiếng Ba Lan
- Gwizdalanka, Danuta (2013): Mieczysław Wajnberg: kompozytor z trzech światów . Poznań 2013,ISBN 978-83-913521-6-8

### Tiếng Nga
- Khazdan, Evgenia Петербургская опера: «Идиот» в Маринском театре (Petersburg Opera: "Thằng ngốc" tại Nhà hát Mariinsky). Музыкальная академия. 2016, Số 4. C. 20–23. (bằng tiếng Nga, yêu cầu đăng ký)
- Мечислав Вайнберг (1919—1996). Страницы биографии. Письма (Материалы международного форума). Москва, 2017.
- Мечислав Вайнберг (1919—1996). Возвращение. Международный форум. Москва, Большой театр России, 2017.
- Данута Гвиздалянка. Мечислав Вайнберг — композитор трех миров . v.v. с польского Алексея Давтяна. СПб: Композитор • Санкт-Петербург, 2022. *